# Toyoko Iwahara
Toyoko Iwahara (em japonês:  岩原 豊子; Tóquio, 11 de maio de 1945) é uma ex-jogadora de voleibol do Japão que competiu nos Jogos Olímpicos de 1968 e 1972.
Em 1968, ela fez parte da equipe japonesa que conquistou a medalha de prata no torneio olímpico, no qual atuou em sete partidas. Quatro anos depois, ela participou de um jogo e ganhou a segunda medalha de prata com o conjunto japonês no campeonato olímpico de 1972.